# Рус (монета)
Рус або Руси — вид монет, викарбуваних обмеженим тиражом на царському монетному дворі в період правління Миколи ІІ, 
Вага золотої монети номіналом 10 рублів до Миколи 2 становила 12,9 грама. Після миколаївської грошової реформи вага золотої монети номіналом 10 рублів була зменшена у півтора рази і становила 8,6 грама. Зменшення ваги дорогоцінних металів або проби є звичайною практикою під час проведення грошових реформ. Це дозволяє отримати додаткові доходи в казну держави.
Саме тоді була зроблена спроба змінити назву національної валюти Російської Імперії. Замість назви «рубль» планувалося ввести назву «рус». У ході підготовки до реформи були викарбувані пробні монети номіналами 5, 10 і 15 русів. Всього п'ять пробних комплектів, що складалися з трьох монет. Однак Микола ІІ не затвердив руси, у зв'язку з чим, тираж викарбуваний не був. На сьогоднішній день руси є надзвичайно рідкісними монетами.
 
З п'яти викарбуваних пробних комплектів русів, три комплекти знаходяться в музеях, один комплект розбитий на частини, і тільки в одній приватній колекції є повний набір русів, що складається з трьох монет. На одному з американських нумізматичних аукціонів, що відбулися кілька років тому, повний комплект русів був проданий за 200 тис. доларів.